# Cova da Beira

Localisation de la Cova da Beira

La Cova da Beira – en portugais : Cova da Beira – est une des 30 sous-régions statistiques du Portugal.
Avec 11 autres sous-régions, elle forme la région Centre.

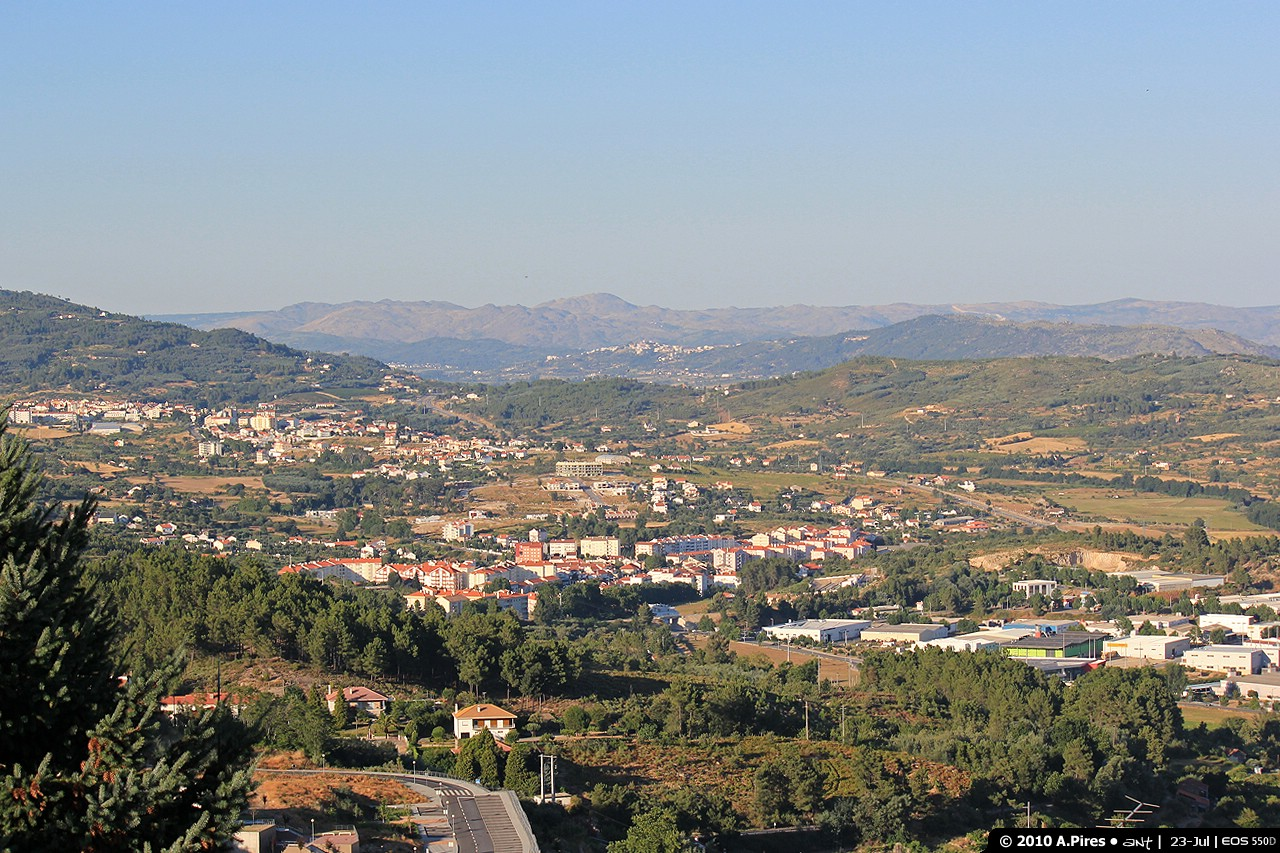
Vue partielle de la zone nord de Cova da Beira

## Géographie
La Cova da Beira est limitrophe :
- au nord, de la Serra da Estrela et de la Beira intérieure Nord,
- à l'est et au sud, de la Beira intérieure Sud,
- au sud, du Pinhal intérieur Sud,
- à l'ouest, du Pinhal intérieur Nord.

## Données diverses
- Superficie : 1 373 km2
- Population (2001) : 93 580 hab.
- Densité de population : 68,16 hab./km2

## Subdivisions
La Cova da Beira groupe trois municipalités (conselhos ou municípios, en portugais) :
- Belmonte
- Covilhã
- Fundão

1. 1 2  « Official Journal L 87/2023 », sur eur-lex.europa.eu (consulté le 13 janvier 2024)